# Малоградец
Малоградец (болг. Малоградец) — село в Болгарии. Находится в Тырговиштской области, входит в общину Антоново. Население составляет 82 человека (2022).

## Политическая ситуация
Малоградец подчиняется непосредственно общине и не имеет своего кмета.
Кмет (мэр) общины Антоново — Танер Мехмед Али Движение за права и свободы (ДПС)) по результатам выборов в правление общины.